# Ismail Ismaili
Ismail Ismaili (mac. Исмаил Исмаили; ur. 14 listopada 1981 w Tetowie) – północnomacedoński piłkarz pochodzenia albańskiego, w latach 2005–2006 reprezentant Macedonii.